# Archiwum Państwowe w Częstochowie
Archiwum Państwowe w Częstochowie – zostało utworzone Zarządzeniem Ministra Oświaty z 21 lipca 1950 roku. Archiwum swoim zasięgiem obejmuje dawne województwo częstochowskie.

## Historia
Archiwum zostało powołane 21 lipca 1950 zarządzeniem Ministra Oświaty, pod nazwą Archiwum Państwowe w Katowicach Oddział Powiatowy w Częstochowie. Właściwą działalność rozpoczęło jednak dopiero w marcu 1951 roku, kiedy to przekazano instytucji budynek dawnego Archiwum Miejskiego przy ul. Krakowskiej 16 w Częstochowie. W 1951 roku Oddział Powiatowy przekształcono w Archiwum Państwowe w Częstochowie podległe WAP w Katowicach. W 1956 roku archiwum zostało przemianowane na Oddział Terenowy w Częstochowie Wojewódzkiego Archiwum Państwowego w Katowicach. W 1963 roku Archiwum przeniesiono na ulicę wówczas Modzelewskiego 8 (obecnie Śląską), do budynku byłego Banku Inwestycyjnego. W 1975 roku miała miejsce kolejna przeprowadzka, tym razem na ulicę Warszawską 172 do obiektów zajmowanych wcześniej przez Częstochowską Fabrykę Artykułów Muzycznych „Melodia”. W 1975 roku utworzono województwo częstochowskie i dlatego w 1976 roku archiwum przemianowano na Wojewódzkie Archiwum Państwowe w Częstochowie. W 1983 roku na mocy Ustawy o narodowym zasobie archiwalnym i archiwach, zmieniono nazwę na Archiwum Państwowe w Częstochowie. W 1989 roku samodzielne archiwum zostało zlikwidowane, a na jego miejsce utworzono Oddział Archiwum Państwowego w Katowicach. W 1994 roku siedziba archiwum otrzymała budynek przy ulicy Rejtana 13. Rozporządzeniem Ministerstwa Edukacji z 6 czerwca 1994 roku ponownie zostało utworzone Archiwum Państwowe w Częstochowie. W latach 1994–1999 przeprowadzono adaptację i modernizację otrzymanego budynku.
Kierownicy i dyrektorzy archiwum.
1951. Antoni Morawski.
1951–1958. Jadwiga Wódkiewicz.
1958–1989. Franciszek Sobalski.
1989–1994. Dorota Czech.
1994–1995. Halina Rozpondek.
1996– nadal Elżbieta Surma – Jończyk.

## Zbiory
Zbiory Archiwum Państwowego w Częstochowie pochodzą z XIX i XX w., a tylko nieliczne dokumenty z XVII i XVIII w. Do najważniejszych grup archiwaliów należy zaliczyć:
- Akta miasta Częstochowy z lat 1759 – 1945; akta instytucji wymiaru sprawiedliwości: sądów, prokuratur, akta notarialne, akta zakładów przemysłowych, cechów rzemieślniczych, banków, spółdzielni;
- Akta stanu cywilnego z lat 1808 – 1905 różnych wyznań